# State of Alert
State of Alert (скорочено S.O.A.) — американський хардкор-панк гурт, заснований у Вашингтоні у жовтні 1980 року Генрі Лоуренсом Гарфілдом (після переходу до гурту Black Flag більш відомого під псевдонімом Генрі Роллінз). Діяв до липня 1981 року.

## Історія
У жовтні 1980 року вашингтонський панк-гурт Extorts розпався, фронтмен гурту, Лайл Преслар, перейшов в Minor Threat. До екс-учасників гурту Extorts приєднався Генрі Роллінз, разом вони сформували гурт State of Alert.
Початковий склад гурту: Генрі Роллінз (вокал), Майкл Гемптон (гітара), Вендель Блоу (бас) і Саймон Якобсен (ударні).
У грудні 1980 — січні 1981 року група записала міні-альбом No Policy на студії Inner Ear Studios в Арлінгтоні, разом з продюсером Скіпом Гроффом і інженером Доном Зінтарою. 
У березні 1981 року, альбом був перевипущений у новоствореній студії Яна Маккея і Джеффа Нельсона, Dischord Records.
Для студії Dischord Records це був лише другий випущений альбом (перший альбом студії — альбом Minor Disturbance, гурту The Teen Idles). Альбом No Policy був профінансований Генрі Роллінзом, оскільки студія Dischord Records в той час фінансувала випуск дебютного альбому гурту Яна Маккея і Джеффа Нельсона, Minor Threat.
Приблизно в квітні 1981 року в гурті відбулась зміна барабанщиків: Саймон Якобсен був замінений Айвором Генсоном. У той час батько Генсона служив на флоті адміралом ВМС США і його сім'я мешкала в офіційній резиденції віце-президента США, яка розташована на території Військово-морської обсерваторії США. Гурт проводив там свої репетиції, на територію обсерваторії їх допускали агенти секретної служби США.
S.O.A. відіграли дев'ять концертів на сході США, зокрема перші концерти у Вашингтоні 6 і 13 грудня 1980 року, а згодом там само 10 січня 1981 року у The 9:30 Club, 4 квітня в Центрі Вільсона і 10 липня в Філадельфії, який став їх останнім концертом. Пізніше Генрі Роллінз згадував про ті виступи: «Виступи тривали від 11 до 14 хвилин, тому що всі пісні були приблизно по 40 секунд... А решту часу ми питали: «Ви готові? Ви готові?». Ці концерти були погано зіграними піснями між перепитуваннями: «Ви готові?».
Вже після розпаду гурту, три пісні S.O.A. («I Hate the Kids», кавер на пісню UK Subs «Disease» і кавер на пісню Boyce and Hart «Stepping Stone Party») були включені до альбому-компіляції Flex Your Head, випущеного в січні 1982 року на студії Dischord Records. Пізніше всі пісні No Policy були включені до альбомів-компіляцій студії Dischord Records: Four Old 7-inchs on a 12-inch (1984) та Dischord 1981: The Year in Seven Inches (1995).
У 2014 році студія Dischord Records випустила 7-дюймовий міні-альбом ранніх демо під назвою First Demo 12/29/80.

## Інші проекти учасників гурту
Сьогодні S.O.A. пам'ятають як перший гурт Генрі Роллінза — ще до того, як він приєднався до Black Flag, а потім заснував Rollins Band, проте гурт S.O.A. також вплинув на розвиток інших гуртів: Negative Approach з Детройту та Agnostic Front з Нью-Йорку. Майкл Гемптон та Айвор Генсон, разом з Алеком МакКеєм, продовжили кар'єру спочатку в гурті The Faith від 1981 року, потім, разом з Яном МакКеєм, у гурті Embrace, починаючи від 1985 року.
У 1986 році Майкл Гемптон разом з Гаєм Піочітто (Fugazi, Rites of Spring) та Бренданом Кенті (Deadline, Fugazi, Rites of Spring) приєднались до гурту One Last Wish. Майкл Гемптон також грав у Snakes. У 1988 році Майкл Гемптон разом з Айвором Генсоном сформували гурт Manifesto, а пізніше, разом з учасниками гурту Ivy, грали в гурті Paco.
Вендель Блау грав в гуртах Iron Cross і Lethal Intent.

## Учасники гурту
- Генрі Роллінз — вокал (1980—1981);
- Майкл Гемптон — гітара (1980—1981);
- Вендель Блау — бас (1980—1981);
- Саймон Якобсен — ударні (1980—1981);
- Айвор Генсен — ударні (1981).

## Дискографія

### Міні-альбоми
- No Policy 7-inch (1981, Dischord);
- First Demo 12/29/80 7-inch (2014,  Dischord).

### Альбоми-компіляції
- «I Hate the Kids», «Disease», «Stepping Stone Party» on Flex Your Head (1982, Dischord);
- complete No Policy on Four Old 7-inchs on a 12-inch (1984, Dischord);
- complete No Policy on Dischord 1981: The Year in Seven Inches (1995, Dischord);
- «Public Defender» on 20 Years Of Dischord (1980—2000) box set (2002, Dischord).